# الحريم السياسي
الحريم السياسي هو كتاب نقدي من تأليف الكاتبة والباحثة المغربية فاطمة المرنيسي، صدر أول مرة باللغة الفرنسية سنة 1987، بعنوان Le Harem politique: Le Prophète et les femmes) Le Harem Politique، وتمت ترجمته لاحقًا إلى العربية تحت عنوان "الحريم السياسي"، كما تُرجم إلى عدة لغات أخرى. يُعد الكتاب من أبرز أعمال المرنيسي، ويقع ضمن مشروعها الفكري الذي يهدف إلى تفكيك البنية الذكورية في الثقافة الإسلامية، من خلال قراءة نقدية للنصوص المؤسسة والتراث الإسلامي.

## تحليل العنوان
يُعدّ عنوان كتاب «الحريم السياسي» للكاتبة والباحثة المغربية فاطمة المرنيسي عنوانًا دقيقًا في انتقاء عباراته، لكشف أبعاد نقدية مركّبة في آنٍ واحد. فمصطلح «الحريم»، في الاستخدام التقليدي، يرمز إلى المكان الخاص بالمرأة داخل الفضاء الديني والاجتماعي، ويُشير إلى المساحة المغلقة والمحرّمة على الرجال، حيث تلتقي فيه النساء وتتبادلن المعرفة والخبرات. أما لفظ «السياسي»، فيكسر الرمز التقليدي لمفهوم الحريم بوضعه في صلب ميادين السلطة والرأي العام، مما يوحي بأن النساء لم يكنّ مجرد مراقبات صامتات للتغييرات السياسية، بل فاعلات ومؤثرات تشكل قوى لا يُستهان بها خلف الكواليس أو داخل مؤسسات رسمية.
وبجمع المصطلحين، يُلقي العنوان الضوء على النطاق الضمني والمرئي للتأثير النسائي في الحياة السياسية، وهو تحديد يبرز امتداد أدوار النساء من الفضاء الخاص إلى العام، من الممارسة اليومية إلى موقع القرار والاحتجاج. ويسمي العنوان كتابًا نقديًا يعيد قراءة العلاقات بين الجنسين والسلطة، في السياق المغربي والعالمي، ويطرح سؤال الهوية السياسية والثقافية للمرأة ضمن النظام السلطوي، دون أن يغفل الارتدادات الرمزية والاجتماعية لهذه العلاقة. بهذا المعنى، فإن «الحريم السياسي» يختزل إشكالية مركبة: كيف تشاركن النساء في السياسة؟، وبأي أدوات قوية وأنثوية شكلن مساحة مقاومة أو تغيير؟ وهو عنوان يحفز على قراءة نقدية تأصل موضوع المشاركة النسائية تحت قضايا السلطة، والمعرفة، والتمكين، من داخل بيئات مغلقة تشيع فيها الثقافة التقليدية وترسّخ فيها الاختلاف الاجتماعي.

## خلفية المؤلفة
فاطمة المرنيسي (1940–2015) كانت واحدة من رائدات الفكر النسوي في العالم العربي والإسلامي، وباحثة سوسيولوجية متخصصة في قضايا المرأة، الدين، السلطة، والجندر. اشتُهرت بكتاباتها الجريئة والمبنية على تحليل علمي، والتي سعت إلى إعادة قراءة التاريخ الإسلامي من منظور نسائي، دون السقوط في التبعية للطرح الاستشراقي أو التماهي مع القراءات المحافظة.

## خلفية الكتاب وسياقه
صدر الكتاب في سياق تصاعد المد الإسلامي المحافظ في العالم العربي، وسط صراعات إيديولوجية حول دور المرأة في المجتمع المسلم. وكانت العديد من التيارات السياسية والدينية تسعى إلى تبرير إقصاء المرأة من الحياة العامة بالرجوع إلى "النموذج النبوي". في هذا الإطار، جاءت فاطمة المرنيسي لتطرح سؤالًا جذريًا: هل كان النبي محمد ضد مشاركة النساء في الشأن العام؟ أم أن هذا المنع جاء لاحقًا، بتأثير سياسي واجتماعي؟

## محتوى الكتاب

### 1. إشكالية الحريم السياسي
يفتتح الكتاب بفصل نظري يناقش مفهوم "الحريم" كمؤسسة اجتماعية سياسية تهدف إلى ضبط النساء وإقصائهن من المجال العام. تميز المرنيسي بين الحريم البيولوجي (تقييد جسدي) والحريم الرمزي أو السياسي، الذي يتم من خلال إنتاج خطابات دينية تُقصي النساء باسم النصوص.

### 2. النساء في زمن النبي
تحلل المرنيسي واقع المرأة في زمن النبي محمد، وتؤكد أن العديد من النساء – وعلى رأسهن عائشة بنت أبي بكر – كنّ فاعلات سياسيًا واجتماعيًا. وتشير إلى أن الإسلام الأولي لم يمنع النساء من المشاركة في الغزوات، والنقاشات الفقهية، وحتى في مناقشة النبي نفسه.

### 3. عائشة: النموذج المُهدَّد
تخصص المرنيسي فصلًا كاملاً لدراسة شخصية عائشة رضي الله عنها، وتعتبرها نقطة التوتر الكبرى بين نموذج الإسلام الأولي والمجتمع الذكوري الذي نشأ بعد وفاة النبي. تستعرض المرنيسي كيف كانت عائشة عالمة، راوية، ومعلمة، وقائدة فكرية، بل وسياسية في بعض اللحظات المفصلية (مثل مشاركتها في "وقعة الجمل"). لكن في ما بعد، تم "تحييدها" وتحويلها إلى رمز للفتنة.

### 4. صناعة الحديث النبوي ضد النساء
من أكثر فصول الكتاب إثارة للجدل، الفصل الذي تناولت فيه المرنيسي بالنقد والتحليل بعض الأحاديث النبوية التي تُستخدم لتبرير إقصاء النساء. ومن أبرز الأمثلة التي تطرقت إليها: حديث «لن يفلح قوم ولّوا أمرهم امرأة»، حيث تشكك المرنيسي في صحة هذا الحديث، وتبحث في سياقه التاريخي والسياسي، معتبرة أنه استُخدم لتبرير منع النساء من تولي السلطة.
"حين تُستخدم الأحاديث النبوية كسلاح سياسي، فإنها تتحول إلى أدوات للإقصاء لا إلى نور للهداية" – فاطمة المرنيسي

### 5. التأسيس السياسي للإقصاء
توضح المرنيسي كيف أن المجتمع الإسلامي بعد وفاة النبي، وخاصة في ظل الدولة الأموية والعباسية، بدأ في بناء مؤسسات تعيد المرأة إلى فضاء الحريم، وتمنعها من الاختلاط والمشاركة، رغم أن الإسلام في بدايته لم يكن كذلك. فالممارسات الثقافية – لا النصوص الدينية – هي من همشت النساء في الفضاء الإسلامي.

## المنهجية
تعتمد المرنيسي في كتابها على:
- منهج نقدي نسوي يعتمد على تحليل الخطاب وإعادة قراءة النصوص.
- دراسة تاريخية تحليلية للوقائع والسياقات السياسية التي رافقت نشوء الأحاديث وسلطات الفقه.
- مقاربة أنثروبولوجية ترى في المؤسسة الدينية جزءًا من البنية السلطوية الذكورية التي تمارس السيطرة الرمزية على المرأة.

## الاستقبال النقدي
لاقى الكتاب ترحيبًا في الأوساط الأكاديمية الغربية، حيث اعتُبر مساهمة مهمة في ما يُعرف بـ"النسوية الإسلامية". كما أثار جدلًا واسعًا في الأوساط العربية والإسلامية، خاصة بسبب جرأته في تحليل الحديث النبوي والتشكيك في بعض الروايات التقليدية.

### ردود الفعل:
- في الجامعات الغربية: استُخدم الكتاب كمصدر أساسي في دراسات الجندر في الإسلام.
- في البلدان العربية: وُجهت للمرنيسي اتهامات بأنها تروّج لخطاب "تغريبي" أو تنتمي لـ"النسوية الاستشراقية".
- في الأوساط التقدمية الإسلامية: استُقبل الكتاب باعتباره فتحًا نقديًا ضروريًا يطرح الأسئلة العميقة حول العلاقة بين الإسلام والسلطة الذكورية.

## أهمية الكتاب
يُعتبر "الحريم السياسي" من أبرز الكتب التي فتحت مجالًا للنقاش حول التمييز بين الإسلام التاريخي والإسلام النصي، إعادة الاعتبار للنساء في التاريخ الإسلامي، القراءة النقدية للمرويات الفقهية والحديثية، التحليل الجندري للسلطة الدينية والسياسية:

## تأثيره في الفكر النسوي الإسلامي
يُعد الكتاب أحد المؤلفات المؤسسة لـ"النسوية الإسلامية"، وهو تيار فكري يؤمن بإمكانية تحرير المرأة من داخل النصوص الإسلامية نفسها، من خلال إعادة قراءتها بشكل نقدي يتجاوز التأويل الذكوري المتوارث. أثّر الكتاب في أجيال من الكاتبات والباحثات مثل: أمينة ودود، ورفعت حسن، وزينب الرشيد، وآمنة نصير.

## الطبعات والترجمات
- الطبعة الأولى الفرنسية: Le Harem Politique, Stock, باريس, 1987
- الترجمة العربية: "الحريم السياسي – النبي والنساء"، ترجمة فاطمة الزهراء أيت علا، دار الفنك، الدار البيضاء، المغرب، 1998
- تُرجم إلى الإنجليزية بعنوان: The Veil and the Male Elite: A Feminist Interpretation of Women’s Rights in Islam[3]
- كما تُرجم إلى الإسبانية والألمانية والإيطالية.

## مؤلفات ذات صلة
- "هل أنتم محصنون ضد الحريم؟" (1991)
- "نساء على أجنحة الحلم" (1995)
- "الخوف من الحداثة: الإسلام والديمقراطية"
- "شهرزاد ترحل إلى الغرب"